# Johannes Hofmann (Theologe)

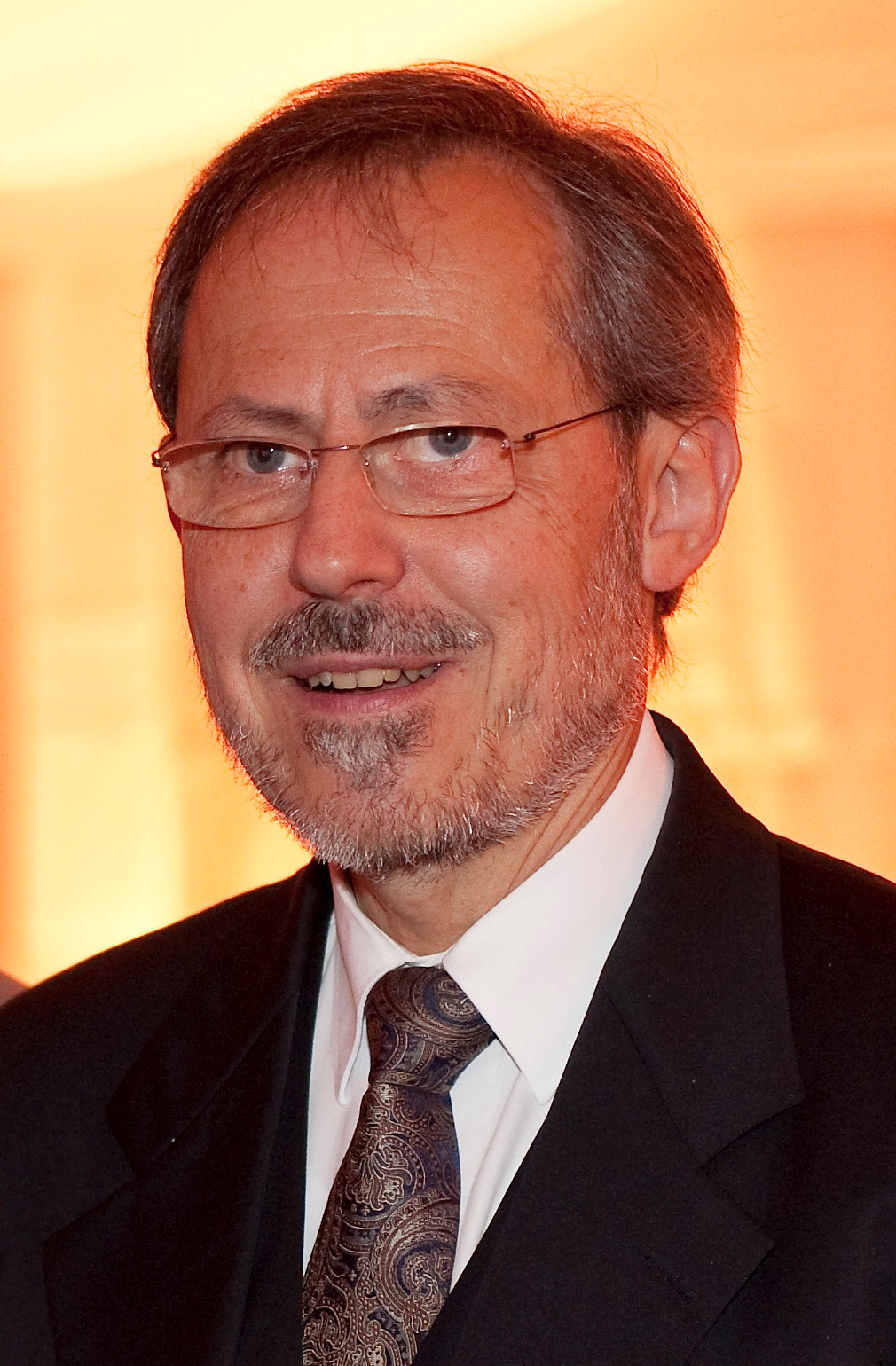
Johannes Hofmann (2009)

Johannes Heinrich Hofmann (* 16. Dezember 1950 in Mainburg) ist ein deutscher römisch-katholischer Priester, Theologe und Professor für Alte Kirchengeschichte und Patrologie an der Katholischen Universität Eichstätt-Ingolstadt.

## Leben
Johannes Hofmann studierte von 1971 bis 1975 Geschichte an der Ludwig-Maximilians-Universität München und promovierte dort bei Peter Acht zum Doktor der Philosophie. 1976 bis 1983 war er Mitarbeiter der Kommission für bayerische Landesgeschichte bei der Bayerischen Akademie der Wissenschaften in München. 1977 bis 1982 folgte das Studium der Theologie an der Paris-Lodron Universität in Salzburg, zuletzt als wissenschaftlicher Mitarbeiter am Internationalen Forschungszentrum Salzburg. 1982 schloss er das Studium mit dem Magister der Theologie ab. Nach seiner Priesterweihe am 25. Juni 1983 in Passau wirkte er 1983 bis 1986 als Kaplan in Niederaltaich. 1986 bis 1991 setzte er seine Studien als wissenschaftlicher Mitarbeiter bzw. Akademischer Rat a. Z. am Lehrstuhl für Kirchengeschichte an der Universität Passau fort. 1991 habilitierte er sich unter der Betreuung von August Leidl an der Universität Passau. Als Privatdozent lehrte er 1992/1993 an der Katholisch-theologischen Fakultät der Universität Passau Alte Kirchengeschichte und Patrologie. 
Seit 1993 war er ordentlicher Professor und Inhaber des Lehrstuhls für Alte Kirchengeschichte und Patrologie an der Theologischen Fakultät der Katholischen Universität Eichstätt-Ingolstadt. 
Neben seiner Arbeit als Hochschullehrer engagierte sich Hofmann in der Seelsorge verschiedener Pfarreien, von 2002 bis zu seiner Emeritierung in den Pfarreien Kösching, Kasing, Theißing und Großmehring. Im Sommer 2016 wurde er emeritiert. Seine seelsorgliche Mitarbeit in Theißing übte er weiterhin aus.
Johannes Hofmann ist seit 2011 Mitglied im W.K.St.V. Unitas Frankonia Eichstätt.

## Wirken
Johannes Hofmann gehörte 1987 bis 1999 der Historischen Sektion der Bayerischen Benediktinerakademie als ordentliches Mitglied an und ist seit 1994 Mitglied des Zentralinstituts für Mittel- und Osteuropastudien der Katholischen Universität Eichstätt-Ingolstadt. 1994–2000 besorgte er zusammen mit Hermenegild Biedermann OSA († 1994), Christian Hannick und Ernst Chr. Suttner die Schriftleitung der „Ostkirchlichen Studien“ und 1997 bis 2000 zusammen mit den beiden Letztgenannten die der Reihe „Das östliche Christentum“. Das Amt des wissenschaftlichen Direktors des Ostkirchlichen Instituts der bayerisch-deutschen Augustinerprovinz an der Julius-Maximilians-Universität Würzburg hatte er 1996 bis 1998 inne, war 1998 bis 2009 Mitglied des Leitungsgremiums dieses Instituts und gehört seither seinem wissenschaftlichen Beirat an. 1997 bis 2006 wirkte er als Mitglied der Gemeinsamen Kommission der griechisch-orthodoxen Metropolie und der Deutschen Bischofskonferenz. Ab 1998 war er Beauftragter der Theologischen Fakultät der Katholischen Universität Eichstätt-Ingolstadt für die Studienrichtung „Ostkirchliche Theologie“. Papst Johannes Paul II. ernannte ihn 2000 zum Konsultor der Kongregation für die orientalischen Kirchen. Seit 2007 gehört er der Gemeinsamen Kommission der Deutschen Bischofskonferenz und der Orthodoxen Kirche in Deutschland an. 2008 folgte die Benediktion zum mitrierten Erzpriester der Ukrainischen Griechisch-Katholischen Kirche. Er ist seit 2017 Kanoniker und seit 2019 Dekan des Kollegiatstifts St. Johann in Regensburg. Im Januar 2022 wurde er zum Päpstlichen Ehrenkaplan ernannt.

## Schriften

### Monografien
- Die Traditionen, Urkunden und Urbare des Stiftes Gars (= Quellen und Erörterungen zur bayerischen Geschichte. Neue Folge, Band 31). Beck, München 1983, ISBN 3-406-10391-X (Dissertation Universität München 1975, 126, 280, [6] Seiten, 9 Illustrationen).
- Unser heiliger Vater Klemens. Ein römischer Bischof im Kalender der griechischen Kirche (= Trierer theologische Studien. Band 54). Paulinus. Trier 1992, ISBN 3-7902-1282-2 (Habilitation Universität Passau 1991, VII, 162 Seiten: Illustrationen).
- als Bearbeiter: Tausend Jahre Benediktiner in den Klöstern Břevnov, Braunau und Rohr (= Studien und Mitteilungen zur Geschichte des Benediktinerordens und seiner Zweige. Ergänzungs-Band 33). EOS, St. Ottilien 1993, ISBN 3-88096-623-0 (im Auftrag der Benediktiner-Abteien Břevnov in Prag und Braunau in Rohr, Niederbayern).
- Kaiserin Helena – christliche Mitgestalterin eines neuen Zeitalters (= Eichstätter Hochschulreden. 94). Regensburg 1995.
- Frauen, die die Kirche prägten. Lebensbilder aus den ersten sechs Jahrhunderten (= Extemporalia. 16). St. Ottilien 1998.
- mit Christoph Böttigheimer (Hrsg.): Autorität und Synodalität. Eine interdisziplinäre und interkonfessionelle Umschau nach ökumenischen Chancen und ekklesiologischen Desideraten. Frankfurt am Main 2008.
- Kirchen der Pfarrei Theißing (= Schnell Kunstführer. Nr. 2690). Regensburg 2008.

### Mitarbeit an kirchlichen Dokumenten
- Die Sakramente der Heilung: Buße und Heilige Ölung. Eine Handreichung. In Zusammenarbeit mit den Mitgliedern der Gemeinsamen Kommission der Griechisch-Orthodoxen Metropolie von Deutschland und der römisch-katholischen Kirche in Deutschland, Bonn 1999 (12 Seiten, Universitätsbibliothek Eichstätt-Ingolstadt).
- Die Gemeinschaft der Heiligen als Gabe und Aufgabe. In: Der Christliche Osten. 57, 2002, S. 93–116 = Orthodoxes Forum. Nr. 17, 2003. S. 81–96.
- Das Sakrament der Weihe (Bischof – Priester – Diakon). Eine theologisch-pastorale Handreichung. In: Der Christliche Osten. Nr. 61, 2006, S. 99–105.
- Die Sakramente (Mysterien) der Kirche und die Gemeinschaft der Heiligen. Dokumente der Gemeinsamen Kommission der Griechisch-Orthodoxen Metropolie von Deutschland und der Deutschen Bischofskonferenz (= Arbeitshilfen. Sekretariat der Deutschen Bischofskonferenz. Nr. 203). Bonn 2006 OCLC 180116996
- mit Johannes Hofmann, Jürgen Bärtsch, Manfred Gerwing (Hrsg.): Zentrale Aspekte der Alten Kirchengeschichte (= Theologische Lehr- und Lernbücher, Band 4, Teil 1). Echter Verlag, Würzburg, 2011, ISBN 978-3-429-04627-9; korrigierte Fassung 2013, ISBN 978-3-429-03467-2 (Buch und Internet-Ressource, lizenzpflichtig)